# Thomas Allan (Mineraloge)

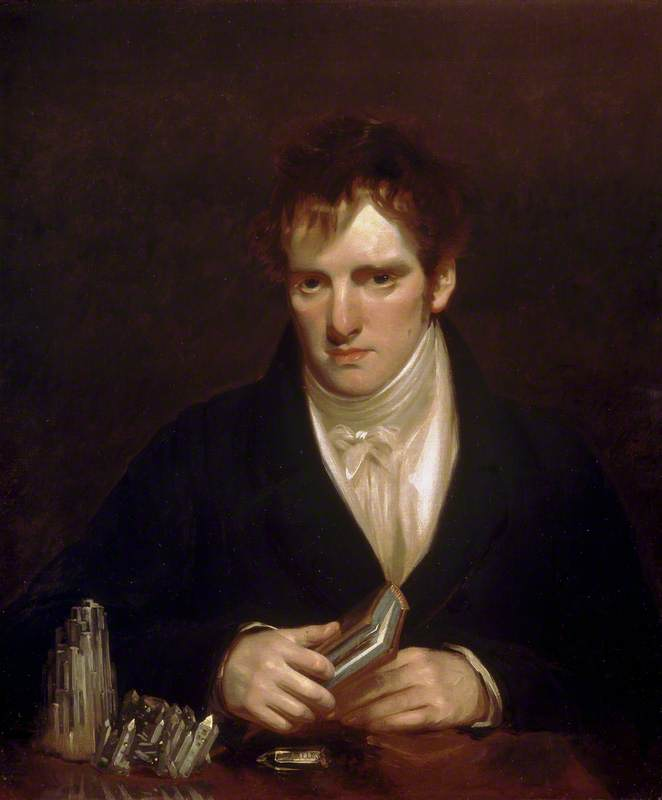
Thomas Allan

Thomas Allan (* 17. Juli 1777 in Edinburgh; † 12. September 1833 in Linden Hall, Longhorsley, Northumberland) war ein schottischer Mineraloge, Bankier und Zeitungsherausgeber. Noch zu seinen Lebzeiten (1810) wurde der Allanit, ein von ihm entdecktes Mineral, nach ihm benannt.
Bereits in seiner Jugend begann Allan sich für Mineralogie zu interessieren und schuf durch sein Sammeln im Laufe der Jahre eine beachtliche Mineraliensammlung. Sein Sohn, Robert Allan (1806–1863), übereignete nach dem Tod seines Vaters diese Sammlung dem Natural History Museum; dort ist sie – vereinigt mit der von Robert Greg – heute noch zu sehen.
Zwischen 1822 und 1826 bereiste er mit dem Mineralogen Wilhelm von Haidinger Europa.
Allan starb 9 Wochen nach seinem 56. Geburtstag am 12. September 1833 in Longhorsley, Northumberland, und fand dort auch seine letzte Ruhestätte.

## Ehrungen
1805 wurde er zum Fellow der Royal Society of Edinburgh gewählt.
1810 nannte der schottische Chemiker Thomas Thomson zu Ehren Allans das Mineral Allanit auf diesen Namen.